# کورنتا فیلا
کورنتا فیلا (فرانسوی: Corentin Fila‎؛ زادهٔ ۲۸ سپتامبر ۱۹۸۸) بازیگر اهل فرانسه است. وی از سال ۲۰۱۶ میلادی تاکنون مشغول فعالیت بوده‌است.
از فیلم‌ها یا برنامه‌های تلویزیونی که وی در آن نقش داشته‌است می‌توان به ۱۷ ساله بودن و یک تحصیل پاریسی اشاره کرد.